# Max Hodann

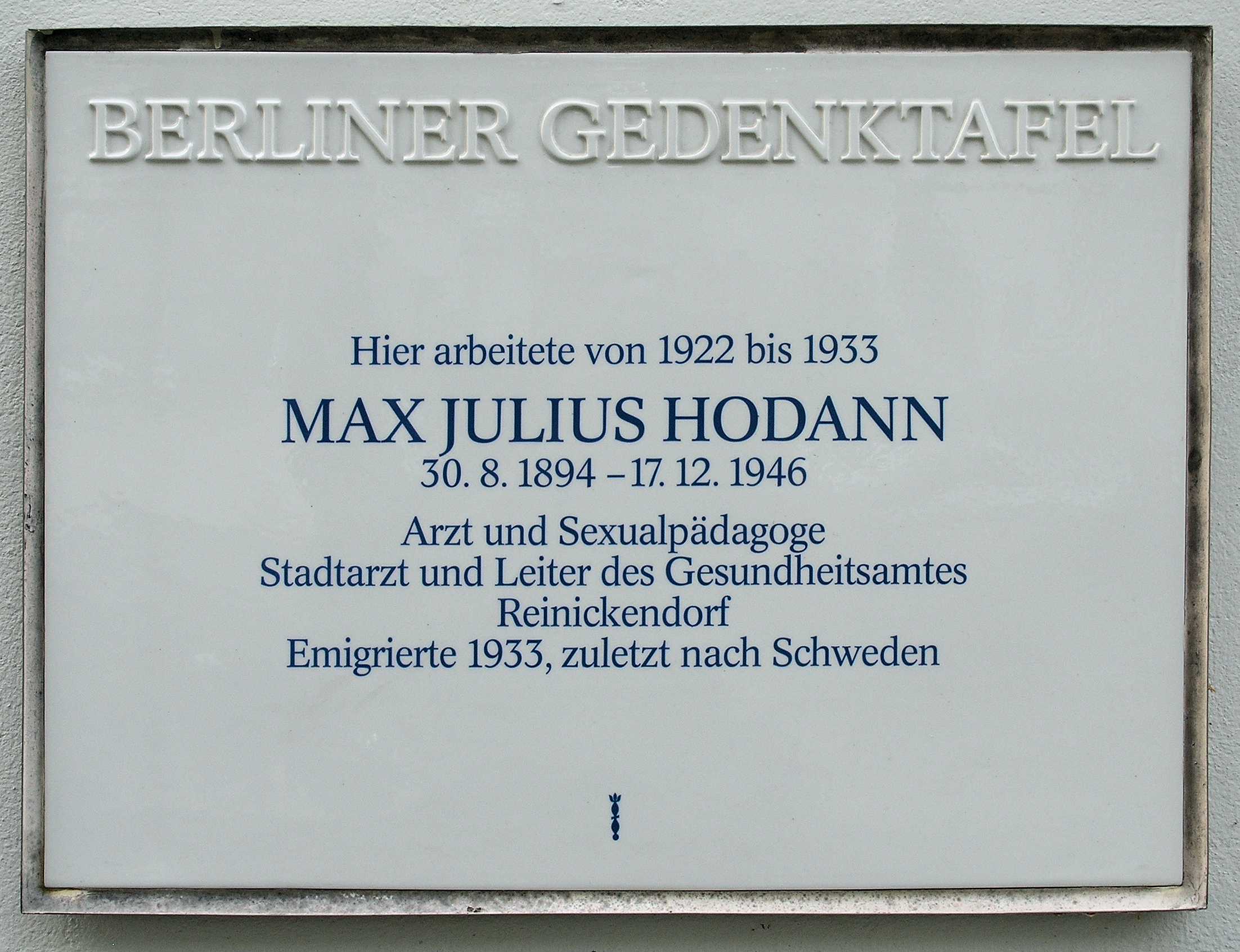
Berliner Gedenktafel am Haus Alt-Reinickendorf 45, in Berlin-Reinickendorf

Max Julius Carl Alexander Hodann (* 30. August 1894 in Neiße; † 17. Dezember 1946 in Stockholm) war ein deutscher Arzt, Sexualpädagoge, Eugeniker und Publizist. Er zählt zu den „Pionieren der marxistischen Sexualpädagogik“.

## Leben und Werk
Max Hodann wurde in die Familie des schlesischen Oberstabsarztes Carl Hodann geboren. Er ging bis 1903 in Meran zur Schule und wechselte dann an das humanistische Gymnasium in Berlin-Friedenau. Von 1913 bis 1919 studierte er – mit Unterbrechung ab 1917 durch Lazarettdienst während des Ersten Weltkrieges und anschließender Mitarbeit in einem Arbeiter- und Soldatenrat – an der Universität Berlin Medizin und wurde 1919 zum Dr. med. promoviert. Während des Studiums galt sein Interesse insbesondere der Sozialhygiene (Alfred Grotjahn), der Anthropologie (Felix von Luschan) und Vererbungslehre (Heinrich Poll). Dabei lernte er 1915 zudem den Sexualreformer Magnus Hirschfeld kennen, der seine weitere Entwicklung maßgeblich beeinflusste. Durch Diskussionen im Haus von Luise und Karl Kautsky, die er über seinen Freund Benedikt Kautsky kennengelernt hatte, wurde Hodanns Interesse für den Sozialismus geweckt.
Zusammen mit Jakob Feldner agitierte er in der Centralarbeitsstätte für Jugendbewegung gegen die Militarisierung der Jugend. Über sein Engagement in der Jugendbewegung kam Hodann auch in Kontakt mit dem sozialpolitisch engagierten Göttinger Philosophen Leonard Nelson und wurde mit seiner späteren Ehefrau Maria 1917 Mitbegründer des von Nelson unter dem Eindruck des Krieges mit Minna Specht ins Leben gerufenen Internationalen Jugendbundes (IJB). Zunächst war er kurzzeitig Mitglied der USPD und ab 1922 der SPD. In der Jugendbewegung wurde er auch zu einem aktiven Unterstützer des von Paul Oestreich geleiteten Bundes Entschiedener Schulreformer. Nachdem die SPD 1926 einen Unvereinbarkeitsbeschluss gegen den IJB gefasst hatte, kam es zu strategischen Differenzen zwischen Nelson und Hodann. Nelson wandelte den IJB in eine Art linker Splitterpartei um, in den Internationalen Sozialistischen Kampfbund (ISK), dem Hodann nicht mehr angehören wollte. Nachdem er als IJB-Mitglied von der SPD ausgeschlossen worden war, trat er später nie mehr einer politischen Partei bei. Im Juli 1926 ließ er sich von seiner Frau, der Publizistin Maria Hodann, geborene Saran (später Mary Saran), die er am 24. Dezember 1919 geheiratet hatte und von der er schon einige Jahre getrennt gelebt hatte, scheiden und heiratete am 3. März 1927 Gertrud (Traute) Neumann (geb. Herrlich). Mit seiner Familie lebte er ab 1928 bis zu seiner Emigration 1933 in der Wiesenerstraße 34 in Neu-Tempelhof, das Paar trennte sich 1934. Er war Vater einer Tochter aus erster Ehe und einer Tochter aus zweiter Ehe. Seine dritte Ehe schloss er mit Rosa „Ruzena“ Franziska geborene Kacerovsky oder Kazerowsky in Stockholm am 12. Februar 1940. Aus der letzten Ehe ging ein Sohn hervor.
Nach Studienende war Hodann zunächst als leitender Arzt der Abteilung Geschlechtskrankheiten an der Berliner Hautklinik bei Ernst Kromayer tätig. Von 1921 bis 1922 war er Stadtarzt in Nowawes und von 1922 bis 1933 Stadtarzt und Leiter des Gesundheitsamtes in Berlin-Reinickendorf. Er war 1923 Begründer der ersten Mütterberatungsstelle in Berlin.
Parallel dazu übernahm er, nach seinem Bruch mit Nelson, 1926 an Hirschfelds Institut für Sexualwissenschaft die Stelle, die vakant wurde, als Hirschfelds engster Mitarbeiter, der (ebenfalls mit Nelson befreundete) Psychiater Arthur Kronfeld, eine eigene Praxis eröffnete. Hodann leitete in dieser Zeit, bis 1929, die Sexualberatungsstelle sowie die Eugenische Abteilung für Mutter und Kind des Instituts und veranstaltete öffentliche Frageabende zur Sexualaufklärung. Er engagierte sich im Reichsverband für Geburtenregelung und Sexualhygiene und im Komitee für Geburtenregelung.
Weiterhin war Hodann in einigen weiteren Organisationen aktiv, so gehörte er von 1922 bis 1933 der Ärztekammer an. Zudem war er im Vorstand des Vereins sozialistischer Ärzte und übernahm beim Proletarischen Gesundheitsdienst 1923 leitende Funktionen. Beim Bund der Freunde der Sowjetunion wurde er 1928 erster Vorsitzender und 1929/30 Herausgeber der Zeitschrift Freund der Sowjets. In Moskau nahm er an den „Feiern zum zehnten Jahrestag der Oktoberrevolution“ teil. Ab 1927 war er Mitglied des Reichsvorstandes der Internationalen Arbeiterhilfe, wurde jedoch 1931 aus dieser Organisation aufgrund von Kritik an der Sowjetunion ausgeschlossen. Ab 1932 gehörte er der Leitung des Kampfkomitees gegen den imperialistischen Krieg an.
Neben der Sexualreform sah Hodann wie viele seiner Zeit in der Eugenik eine dringliche Aufgabe. So zitierte er 1924 zustimmend den „Rassenhygieniker“ Heinrich Poll:
„Wie der Organismus schonungslos entartete Zellen opfert [… ], um das Ganze zu retten: so sollen auch die höheren organischen Einheiten, der Sippschaftsverband, der Staatsverband, sich nicht in übergroßer Ängstlichkeit vor dem Eingriff in die persönliche Freiheit scheuen, die Träger krankhaften Erbgutes daran zu verhindern, schädigende Keime durch Generationen weiterzuschleppen.“
Hodann ergänzte: „Wer bemüht sich (heute) ernsthaft um die Ausschaltung von Keimschädigungen? [… ] es wird Sache der sozialistischen Gesellschaft nicht zuletzt sein, in eugenischer Hinsicht Maßnahmen zu ergreifen, um die Gesellschaft von der Belastung durch minderwertige Nachkommen zu schützen.“ In diesem Sinne sprach sich Hodann für eine „vernunftgemässe“ Regelung der Empfängnisverhütung aus, denn andernfalls sei sie „notwendig verbunden mit dem Verlust wertvollen Erbgutes, da natürlich die Geburtenbeschränkung zunächst bei den wertvollsten Familien auftritt, die ihr Leben verantwortungsvoller gestalten als andere. Ein solcher Verlust an wertvollem Erbgut ist auch im Interesse des Proletariats bedenklich.“
Hodanns Auffassung zur Eugenik war damals weithin akzeptiert, auch bei der politischen Linken, die den „glänzenden Redner“ häufig zu Vortragsreisen hauptsächlich für ein jugendliches Publikum einlud. Immer ging es um Fragen der praktischen Lebensführung: für sexualbejahende Erziehung, für verantwortungsbewusstes Kinderzeugen, gegen Alkoholmissbrauch, gegen das Rauschtrinken, vor allem aber gegen die herrschende repressive Sexualmoral, letzteres bezog konsequent antiklerikale Stellungnahmen mit ein. Hodann war, auch durch seine Aufklärungsschriften, in ganz Deutschland und in Österreich populär. Nach seinem Vorbild organisierten sich weitere Initiativen, so z. B. in Wien die von Wilhelm Reich und Marie Frischauf 1928 gegründete Sozialistische Gesellschaft für Sexualberatung und Sexualforschung. Sein öffentlichkeitswirksamer Einsatz für die Enttabuisierung der Sexualität, Geburtenkontrolle, Schwangerschaftsabbrüche, Entkriminalisierung der Homosexualität, Antimilitarismus und die Sowjetunion stieß bei konservativen Kreisen auf heftige Ablehnung. Seine Publikationen Geschlecht und Liebe (1927) und Bringt uns wirklich der Klapperstorch? (1930) wurden wegen Unsittlichkeit zensiert und beschlagnahmt. Gegen Hodann und seinen Verleger wurde 1928 ein Verfahren wegen „Verletzung der öffentlichen Sittlichkeit“ angestrengt. Die NS-Presse agitierte zudem heftig gegen Hodann und verbreitete gegen ihn das Schmähwort Hodenmaxe.
Gemeinsam mit den Autoren und Künstlern Julius Bab, Alfred Döblin, Herbert Eulenberg, Thomas Theodor Heine, Georg Kolbe, Paul Oestreich und Frank Thiess gründete Hodann 1928 eine Aktionsgemeinschaft zur Wahrung der Freiheit in Kunst und Schrifttum. Sie richtete sich gegen den neu geschaffenen § 300 StGB („Unzüchtige Schriften und Abbildungen“). Im gleichen Jahr gab Hodann die Schrift Unzucht! Unzucht! Herr Staatsanwalt! Zur Naturgeschichte des deutschen Schamgefühls heraus.

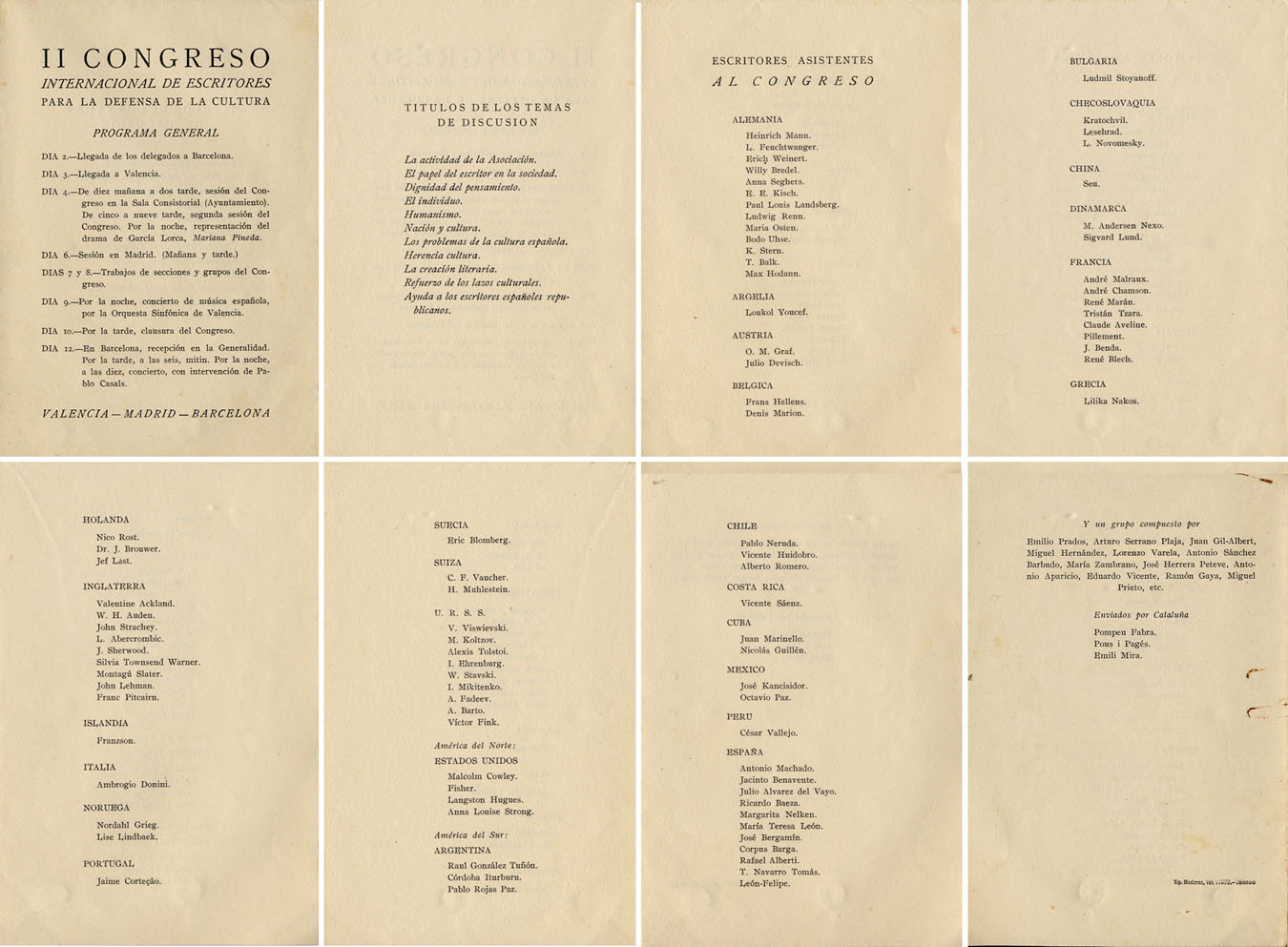
II Congreso Internacional de Escritores para la Defensa de la Cultura

Nach dem Reichstagsbrand Ende Februar 1933 wurde Hodann durch die Gestapo in Berlin verhaftet, ohne Verfahren bis zum Juni des Jahres in Schutzhaft genommen und danach aus dem Amt entlassen. Nach seiner Freilassung emigrierte er im November 1933 in die Schweiz, von wo aus er international tätig wurde. Zunächst bereiste er 1933/34 Palästina sowie Syrien und erstellte Reiseberichte. Hodann übersiedelte nach weiteren Stationen des Exils 1935 zunächst nach England, wo er sich erfolglos um die Errichtung eines Sexualforschungsinstituts bemühte. Schwer erkrankt an Asthma gab er 1936 sein Vorhaben in die Sowjetunion zu emigrieren auf. Aus dem nationalsozialistischen Deutschen Reich war er 1935 ausgebürgert worden. Das NS-Regime deklarierte ihn in diesem Zusammenhang zum „Verkünder sexueller Irrlehren [...], die auf eine Demoralisierung des deutschen Volkes und besonders der Jugend hinzielten“. Der Doktorgrad wurde ihm 1937 aberkannt. Im Exil lebte er unter schwierigsten wirtschaftlichen Verhältnissen. Als Militärarzt der Internationalen Brigaden nahm er 1937/38 am Spanischen Bürgerkrieg teil.
1937 veröffentlichte er im Internationalen ärztlichen Bulletin, einer von 1934 bis 1939 erschienenen Zeitschrift emigrierter deutscher Ärzte einen Artikel über Die Freigabe des Abortus provocatus in Katalanien. Darin begrüßte er das 1937 von der sozialistischen Regierung dort erlassene Gesetz, das Frauen die Möglichkeit eines in einer Klinik von einem Arzt durchgeführten und unentgeltlichen Schwangerschaftsabbruchs einräumte. Er betonte, dass im antifaschistischen Spanien die Gleichberechtigung der Frau gewährleistet sei, im Gegensatz zu Deutschland und Italien, wo man – trotz gegenteiliger Beteuerungen – versuche, die Lebensbereiche von Frauen auf „Küche und Kinder“ zu beschränken.
Nach der Niederlage der Republikaner im Spanischen Bürgerkrieg setzte er sich über Frankreich nach Norwegen ab.  Bis zur deutschen Besetzung hielt er sich bis Frühjahr 1940 in Norwegen auf und danach in Schweden. Wie schon in Norwegen wirkte er dort weiter sexualaufklärerisch, hielt Vorträge und veröffentlichte in der Zeitschrift Sexual Frågan Artikel. Zunächst Mitarbeiter beriet er von März 1944 bis Juli 1945 die britische Botschaft in politischen Fragen und nahm in dieser Funktion Aufgaben als Mittler zu deutschen Emigrantenorganisationen wahr und betreute desertierte Soldaten. Er gab zudem die Mitteilungen für Militärflüchtlinge heraus und war Ansprechpartner einer Orientierungsgruppe junger Deutscher in Schweden. Er war Gründungsmitglied des Freien Deutschen Kulturbundes (FDKB) in Schweden. Bis zum November 1945 übernahm er beim FDKB den Vorsitz, von dem er jedoch nach Kritik aus der Organisation an seiner Beratertätigkeit für die britische Botschaft im November 1945 zurücktrat. Er wurde Mitarbeiter des Koordinationskomitees für demokratische Aufbauarbeit (in Deutschland) und verfasste noch eine Schrift „Die auslandsdeutschen Organisationen zur deutschen Frage“.
Max Hodann starb am 17. Dezember 1946 an den Folgen seiner Asthmaerkrankung. An der Grabstelle wurde 1999 auch seine letzte Ehefrau, Rosa Franziska Hodann (1902–1999), beerdigt.

## Hodann als literarische Figur
Peter Weiss hat Max Hodann in seinen Romanen Fluchtpunkt (dort unter dem Namen Hoderer) und Die Ästhetik des Widerstands (dort unter seinem Realnamen) literarische Denkmäler gesetzt. Der Ich-Erzähler in Die Ästhetik des Widerstands erlebt Hodann um 1932 als Lehrer in Berlin; 1937 als Arzt der Internationalen Brigaden in Spanien; und 1940 im Exil in Schweden. Weiss selber hat Hodann erst 1940 in Stockholm kennengelernt.

## Schriften
(Auswahl; für eine ausführliche Bibliographie siehe Wilfried Wolff: Max Hodann. (1894–1946). Sozialist und Sexualreformer (= Schriftenreihe der Magnus-Hirschfeld-Gesellschaft 9). von Bockel, Hamburg 1993, ISBN 3-928770-17-9, S. 268–279)
- Max Hodann und Walther Koch (Hrsg.): Die Urburschenschaft als Jugendbewegung. In zeitgenössischen Berichten zur Jahrhundertfeier des Wartburgfestes. Eugen Diederichs Verlag, Jena 1917.
- Die sozialhygienische Bedeutung der Beratungsstellen für Geschlechtskranke, unter besonderer Berücksichtigung der Beratungsstelle der Landesversicherungsanstalt Berlin (Med. Diss.). In: Archiv für Soziale Hygiene, Band 14, Heft 1, 1920 (Sonderdruck)
- Eltern- und Kleinkinder-Hygiene (Eugenik): Anregungen für Erzieher. (=Entschiedene Schulreform Heft 6), Verlag Ernst Oldenburg, Leipzig 1923
- Bub und Mädel. Gespräche unter Kameraden über die Geschlechterfrage. (=Entschiedene Schulreform Heft 25), Verlag Ernst Oldenburg, Leipzig 1924, 114 S.
- Geschlecht und Liebe in biologischer und gesellschaftlicher Beziehung. Rudolstadt: Greifenverlag 1927, 272 S. (zahlr. Neuaufl.; Ü.: engl., frz.) und Ausgabe der Büchergilde Gutenberg, 2. Auflage: Berlin 1932.
- Die Sexualnot der Erwachsenen. Rudolstadt: Greifenverlag 1928, 47 S.
- Sexualelend und Sexualberatung. Briefe aus der Praxis. Rudolstadt: Greifenverlag 1928, 302 S.
- Von der Kunst des Liebesverkehrs. Rudolstadt: Greifenverlag 1928, 16 S.
- Sexualpädagogik. Erziehungshygiene u. Gesundheitspolitik. Gesammelte Aufsätze u. Vorträge (1916–1927). Rudolstadt: Greifenverlag 1928, 256 S.
- Unzucht! Unzucht! Herr Staatsanwalt! Zur Naturgeschichte des deutschen Schamgefühls. Rudolstadt: Greifenverlag 1928, 131 S.
- Onanie – weder Laster noch Krankheit. Berlin: Universitas 1929, 91 S.
- Bringt uns wirklich der Klapperstorch? Ein Lehrbuch, für Kinder lesbar. Berlin : Universitas 1930, 47 S. mit sieben eingedruckten Zeichnungen des Verfassers
- Sowjetunion Gestern – Heute – Morgen. Berlin: Universitas 1930, 264 S.
- Der slawische Gürtel um Deutschland. Polen, die Tschechoslowakei und die deutschen Ostprobleme. Berlin: Universitas 1932, 319 S.
- History of Modern Morals. (Übersetzung Stella Brown) London: Heinemann 1937, 340 S.

## Zeitschriftenbeiträge (Auswahl)
- In: Der sozialistische Arzt
  - Das Problem des Sexualunterrichtes. Band II (1926), Heft 1 (April), S. 22–24 Digitalisat
  - Kritisches zur »Gesolei«. Band II (1926), Heft 2–3 (November), S. 2–5 Digitalisat
  - Leitsätze zur Ausübung der sog. Eheberatung. Band III (1927), Heft 4 (März), S. 12–16 Digitalisat
  - Antwort zu: Zur Reform des medizinischen Studiums. Eine Umfrage. Band III (1927), Heft 4 (März), S. 33 Digitalisat
  - Der Kampf der deutschen Behörden gegen die medizinische Aufklärung. Band III (1928), Heft 4 (April), S. 5–10 Digitalisat
  - (Erklärung) Vorstandswahl. Band V (1929), Heft 1 (März), S. 45 Digitalisat
  - Neues zur Abtreibungsfrage? Band VI (1930), Heft 4 (Oktober), S. 157–161 Digitalisat
  - Erklärung. Band VI (1930), Heft 4 (Oktober), S. 189 Digitalisat
  - Kampf um die gesundheitliche Sicherheit in Sowjet-Russland. Band VII (1931), Heft 3 (März), S. 80–84 Digitalisat
  - Einige Bemerkungen zum Seloprozess. Band VII (1931), Heft 11 (November), S. 305 Digitalisat
- In: Internationales ärztliches Bulletin
  - Magnus Hirschfeld zum Gedächtnis. Band II (1935), Heft 5–6 (Mai–Juni), S. 73–76 Digitalisat
  - Politischer Abtreibungsprozess in Dänemark. Band IV (1937), Heft 1 (Januar), S. 7–9 Digitalisat
  - Die Freigabe des Abortus provocatus in Katalanien. Band IV (1937), Heft 6–7 (Juli–August), S. 70–73 Digitalisat